# Pablo Urdangarin y Borbón
Pablo Nicolás Sebastián de Todos los Santos Urdangarin y Borbón (geboren am 6. Dezember 2000 in Barcelona) ist ein spanischer Handballspieler, der auf der Spielposition Rechtsaußen eingesetzt wird.

## Vereinskarriere
Er begann mit dem Handballspiel beim FC Barcelona. Ab September 2018 war er in Deutschland in der Jugend und der zweiten Mannschaft der TSV Hannover-Burgdorf aktiv. Er wechselte 2019 nach Frankreich zum HBC Nantes und kehrte anschließend zurück nach Spanien zum FC Barcelona. Nach Einsätzen in dessen zweiter Mannschaft debütierte er in der Spielzeit 2021/22 in der Liga Asobal. Da er bei Barça nur wenig Spielzeit bekam, wechselte er zur Spielzeit 2023/24 zu Fraikin BM Granollers.
Für das Team aus Barcelona kam er in der EHF Champions League auf dem Weg zum Titelgewinn in der Spielzeit 2021/22 einmal in der Vorrunde zum Einsatz.

## Erfolge
Mit dem FC Barcelona wurde Urdangarin spanischer Meister (2022, 2023), er steuerte in 29 Partien für „Barça“ 53 Tore zum Erfolg bei.

## Privates
Pablo Urdangarin y Borbón ist das zweite der vier Kinder von Cristina Federica Victoria Antonia de Borbón y Grecia, genannt Cristina von Spanien, und Iñaki Urdangarin.
Er lebte mit seiner Familie bis 2009 in Barcelona, dann bis 2012 in den Vereinigten Staaten und anschließend wieder in Barcelona und ab 2014 in Genf.